# David Barton

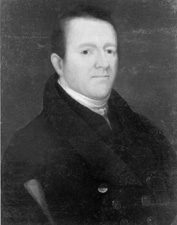
David Barton

David Barton, född 14 december 1783 nära Greeneville, North Carolina (nuvarande Tennessee), död 28 september 1837 i Boonville, Missouri, var en amerikansk politiker. Han representerade delstaten Missouri i USA:s senat 1821-1831.
Barton studerade juridik och inledde sin karriär som advokat i Tennessee. Han flyttade 1809 till den del av Louisianaterritoriet som tre år senare skildes åt från Louisiana till Missouriterritoriet.
Barton var ordförande vid Missouris första konstitutionskonvent. När Missouri 1821 blev delstat, valdes demokrat-republikanerna Barton och Thomas Hart Benton till de två första senatorerna. Barton omvaldes 1825 som anhängare av John Quincy Adams och Henry Clay. Han efterträddes 1831 som senator av Alexander Buckner. Barton var ledamot av delstatens senat 1834-1835.
Bartons grav finns på Walnut Grove Cemetery i Boonville. Barton County, Missouri har fått sitt namn efter David Barton.